# Tenbun
Tenbun (天文?), noto anche come Tenmon, è il nome di un'era giapponese (年号, nengō; "nome dell'anno") dopo Kyōroku e prima di Kōji. Questo periodo va dal luglio 1532 all'ottobre 1555. L'imperatore regnante era Go-Nara-tennō (後奈良天皇).

## Cambio di epoca
- 1532 Tenbun gannen (天文元年?): su richiesta di Ashikaga Yoshiharu, il dodicesimo shōgun del Muromachi Bakufu, il nome dell'era fu cambiato a causa di varie battaglie. L'era precedente terminò e una nuova iniziò nel Kyōroku 5, il 29° giorno del 7° mese.[senza fonte][ <span title="This claim needs references to reliable sources. (July 2023)">citazione necessaria</span> ]

## Eventi dell'eraTenbun
- 23 settembre 1532 (Tenbun 1, 24° giorno dell'8° mese):il tempio Yamashina Hongan-ji viene incendiato. Rivolta degli Hokke a Kyoto.
- 29 marzo 1535 (Tenbun 4, 26° giorno del 2° mese): Go-Nara viene formalmente insediato come imperatore.[3]
- 7 luglio 1541 (Tenbun 10, 14° giorno del 6° mese): Takeda Harunobu (in seguito Takeda Shingen) bandisce suo padre, Takeda Nobutora.
- 4 settembre 1542 (Tenbun 11, 25° giorno dell'8° mese): Imagawa Yoshimoto, che era daimyō della provincia di Suruga, conquistò la provincia di Tōtōmi; da lì entrò nella provincia di Mikawa dove combatté il daimyō della provincia di Owari, Oda Nobuhide, senza successo.[4]
- 24 settembre 1543 (Tenbun 12, 25° giorno dell'8° mese): una nave portoghese si arena alla deriva a Tanegashima e il cannone viene introdotto per la prima volta in Giappone.
- Luglio/Agosto 1544 (Tenbun 13, 7° mese): Inondazioni a Heian-kyō e zone limitrofe.[5]
- 11 gennaio 1546 (Tenbun 15, 20° giorno del 12° mese): Ashikaga Yoshifushi diventa il 13º Shōgun dello shogunato Ashikaga.[6][7]
- 1547 (Tenbun 16): "Trattato di Tenbun" tra Joseon e Giappone, il commercio era limitato al porto Joseon di Pusan e il commercio del clan Sō era limitato a 20 navi all'anno.[8]
- 28 gennaio 1548 (17 Tenbun, 30° giorno del 12° mese): Nagao Kagetora (in seguito Uesugi Kenshin) sostituisce il fratello maggiore Nagao Harukage come erede della provincia di Echigo, con ingresso trionfale nel castello di Kasugayama.
- 23 marzo 1549 (Tenbun 18, 24° giorno del 2° mese): Nōhime, figlia di Saitō Dōsan, daimyō della provincia di Mino, sposa Oda Nobunaga.
- 27 luglio 1549 (18 Tenbun, 3° giorno del 7° mese): il sacerdote cattolico gesuita Francesco Saverio arriva in Giappone a Kagoshima
- 15 dicembre 1549 (Tenbun 18, 27° giorno dell'11° mese): il clan Matsudaira della provincia di Mikawa cade sotto il dominio di Imagawa Yoshimoto. Matsudaira Takechiyo (in seguito Tokugawa Ieyasu) parte per Imagawa come ostaggio.
- Settembre 1551 (Tenbun 20, 8° mese): incidente di Tainei-ji - Sue Takafusa (in seguito Sue Harukata) guida un colpo di stato all'interno del clan Ōuchi, costringendo il capo del clan, Ōuchi Yoshitaka, a suicidarsi nel tempio Tainei-ji. Il vassallo di Ōuchi, Mōri Motonari, avrebbe presto sconfitto Takafusa nella battaglia di Miyajima nel 1555.
- Marzo/Aprile 1554 (Tenbun 23, 2° mese): Lo Shogun Yoshifushi cambia il suo nome in Yoshiteru.[6]